# Erich Rutemöller
Erich Rutemöller (* 8. Februar 1945 in Recke-Steinbeck) ist ein deutscher Fußballtrainer. Er ist sportlicher Berater des Vorstandes des 1. FC Köln.

## Beruflicher Werdegang
Sein Abitur legte Rutemöller 1965 am Gymnasium Dionysianum in Rheine ab. Als Spieler war Rutemöller bei Borussia Rheine, dem SSV Köttingen und den Amateuren des 1. FC Köln aktiv. Er studierte an der Deutschen Sporthochschule Köln. Zu Beginn der 1980er Jahre war er Trainer der Geißbock-Amateure. Als Meister der Oberliga Nordrhein 1980/81 zog er mit der Mannschaft in die deutsche Amateurmeisterschaft 1981 ein, wo sie sich bis ins Finale gegen den FC St. Pauli spielte. Nach Toren von Bernd Grabosch und Hans Faust gewann die Mannschaft um die vormaligen Amateurnationalspieler Jürgen Halbe und Rainer Nicot den Titel.
Von Juli 1985 bis Ende Juni 1989 trainierte Erich Rutemöller den damals in der drittklassigen Oberliga spielenden Bonner SC.
Ab 1994 arbeitete Rutemöller für den Deutschen Fußball-Bund. Zuvor trainierte er in der Fußball-Bundesliga 1990/91 den 1. FC Köln und 1992 Hansa Rostock.
Am 1. Juli 2000 trat Erich Rutemöller die Nachfolge von Gero Bisanz als Ausbildungsleiter für die Erlangung der Fußballlehrerlizenz beim DFB an. Von April 2003 bis Dezember 2005 trainierte er das Team 2006, das als Perspektivteam zur Unterstützung der A-Nationalmannschaft im Januar 2002 gegründet worden war. Im August 2006 rückte Rutemöller auf Initiative des DFB-Sportdirektors Matthias Sammer als neuer U-20-Nationaltrainer wieder in den engeren Kreis des DFB-Trainerstabes, nachdem ein entsprechender Vertrag mit Uli Stielike nicht verlängert worden war. Im November 2006 übernahm der Trainer der deutschen U-21-Nationalmannschaft, Dieter Eilts, auch die U-20-Nationalmannschaft. Am 31. Dezember 2007 wurde Rutemöller als Ausbildungsleiter für die Erlangung der Fußballlehrerlizenz durch Frank Wormuth abgelöst.
Ab 1. Januar 2009 arbeitete Rutemöller als Berater für den iranischen Nationaltrainer, Ali Daei. Nachdem Ali Daei nach einer 2:1-Niederlage gegen Saudi-Arabien am 28. März 2009 entlassen worden war, betreute er die Mannschaft bis zum 21. April 2009 als Interimstrainer. In der Saison 2009/10 arbeitete er als Berater beim Teheraner Klub Esteghlal FC. 2011 arbeitete Rutemöller für den asiatischen Fußball-Kontinentalverband in Katar.
Seit Ende April 2011 ist Rutemöller Aufsichtsratsmitglied des Bonner SC.
Ab Januar 2014 war Rutemöller als Scout der afghanischen Nationalmannschaft beschäftigt und übernahm beim AFC Challenge Cups 2014 vertretungsweise den Trainerposten, da der eigentliche Trainer Mohammad Yousef Kargar wegen Schiedsrichterbeleidigung gesperrt war.
Am 14. Juni 2016 wurde er zum Sportvorstand von Fortuna Düsseldorf bestellt. 2019 wurde er Berater des Vorstands.
Seit September 2019 ist Rutemöller Berater des Vorstands um Werner Wolf beim 1. FC Köln.
Seit 2010 betreut er im Ehrenamt die Weinelf Deutschland. Rutemöller hat zwei Söhne.

## „Mach et, Otze!“
Bekannt wurde Rutemöller unter anderem durch den später in diversen Abwandlungen zum geflügelten Wort gewordenen Spruch „Mach et, Otze!“: Frank Ordenewitz hatte am 7. Mai 1991 im DFB-Pokal-Halbfinale zwischen dem 1. FC Köln und dem MSV Duisburg Rutemöller in der Halbzeitpause angekündigt, eine rote Karte provozieren zu wollen. Denn er wäre durch eine gelbe Karte (die zweite gelbe Karte im laufenden Wettbewerb) aus der ersten Halbzeit für das Pokalfinale gesperrt gewesen. Nach dem damaligen Regelwerk hätte Ordenewitz aber eine Rot-Sperre in der Bundesliga absitzen können, dann wäre er für das Endspiel spielberechtigt gewesen. In der Tat holte sich Ordenewitz wenige Minuten vor Ende der Partie seine rote Karte durch Wegschlagen des Balles ab. Von den Medien nach dem Spiel befragt, gab Rutemöller, im Gegensatz zu Frank „Otze“ Ordenewitz, mit eben dem bewussten Zitat den Vorsatz seines Spielers und sein eigenes Einverständnis damit offen zu. Daraufhin wurde Ordenewitz vom DFB wegen unsportlichen Verhaltens trotzdem für das Pokalfinale gesperrt, Rutemöller musste 5000 DM Strafe zahlen. Das DFB-Pokalfinale verlor der 1. FC Köln gegen Werder Bremen.